# La Pau (Metro Barcelona)
La Pau ist eine unterirdische Station der Metro Barcelona. Sie befindet sich im Stadtteil Sant Martí. Die Station wird von der Metrolinie 2 und 4 bedient. Es besteht Umsteigemöglichkeit zu vier Buslinien an der oberirdischen Haltestelle. 
Die Metrostation ist östliche Endpunkt der Metrolinie 4. Sie wurde 1982 im Zuge der Eröffnung der östlichen Verlängerung der Linie 4 in Betrieb genommen. Diese wurde damals von der Station Selva de Mar bis nach La Pau verlängert. Die Station der Linie 2 wurde 1997, als die südliche Verlängerung von Sagrada Família bis La Pau in Betrieb genommen wurde, eröffnet. Bis 2002 war sie östlicher Endpunkt der Linie 2.